# 天主教內烏肯教區
天主教內烏肯教區（拉丁語：Dioecesis Neuqueniana）是阿根廷一個羅馬天主教教區，屬門多薩總教區。
教區成立於1961年4月10日，位於內烏肯省。2004年有教友435,035人（佔轄區總人口88.0%）、五十三個堂區、五十八名司鐸。現任教區主教為維吉尼奧·多明我·布雷薩內利。